# Rich Johnson
Richard Lewis „Rich” Johnson (ur. 18 grudnia 1946 w Alexandrii, zm. 15 czerwca 1994 w Vicksburgu) – amerykański koszykarz, występujący na pozycji środkowego, mistrz NBA z 1969.

## Osiągnięcia
NBA
- Mistrz NBA (1969)[1]

Inne
- Mistrz EBA (1973)